# Konstantín Semiónov (jugador de vóley playa)
Konstantín Sergueyévich Semiónov –en ruso, Константин Сергеевич Семёнов– (Tokmak, URSS, 9 de junio de 1989) es un deportista ruso que compite en voleibol, en la modalidad de playa.
Ganó dos medallas de plata en el Campeonato Europeo de Vóley Playa, en los años 2015 y 2019. Participó en dos Juegos Olímpicos de Verano, ocupando el cuarto lugar en Río de Janeiro 2016 y el noveno en Londres 2012.

## Palmarés internacional
| Campeonato Europeo | Campeonato Europeo   | Campeonato Europeo | Campeonato Europeo     |
| Año                | Lugar                | Medalla            | Pareja                 |
| ------------------ | -------------------- | ------------------ | ---------------------- |
| 2015               | Klagenfurt (Austria) | Medalla de plata   | Viacheslav Krasilnikov |
| 2019               | Moscú (Rusia)        | Medalla de plata   | Ilia Leshukov          |